# Стасюк Володимир Іванович
Володимир Іванович Стасюк (нар. 17 липня 1964, м. Борщів, Тернопільська область) — український скульптор. Член Національної спілки художників України (1998). Лавреат Рівненської обласної просвітянської премія імені Григорія Чубая (2000).

## Життєпис
Володимир Стасюк народився 17 липня 1964 року в місті Борщеві, нині Борщівської громади Чортківського району Тернопільської области України.
Закінчив Львівський інститут прикладного та декоративного мистецтва (1989, нині національна академія мистецтв; педагог із фаху Еммануїл Мисько).
Від 1989 — скульптор художньо-виробничих майстерень Рівненської обласної організації Національної спілки художників України.

## Доробок
Учасник обласних, всеукраїнських та міжнародних виставок.
Основні твори:
- «Богородиця» (1990), «Світанок», «Середина неба. Присвята В. Стусу» (обидва — 1999), колона Божої Матері (м. Рівне, 2003)[1][2];
- нотний стан із вирізьбленими на ньому нотами гімну України на граніті пам'ятника Михайлові Вербицькому (м. Львів, 2015)[3];
- ескіз пам'ятної дошки митрополиту Іванові Огієнку (м. Рівне, 2019)[4];
- барельєф В'ячеславові Чорноволу (м. Рівне, 2014)[5];
- пам'ятники Тарасові Шевченку (м. Рівне, 1999, співавтори Еммануїл Мисько, Петро Подолець[6]; м. Сарни Рівненська область, 2001), Симонові Петлюрі (м. Рівне, 2001)[7], Христові Спасителю (м. Рівне, 2005)[8], Соломії Крушельницькій (м. Тернопіль, перший пам'ятник співачці в світі, 2010)[9][10], жертвам депортації 1944—1946 років (м. Тернопіль, 2014, співавтори Андрій і Володимир Сухорські)[11];
- автор ілюстрацій до книг.

## Нагороди
- Рівненська обласна просвітянська премія імені Григорія Чубая (2000).

## Цитати
|                                               | Твори скульптора Володимира Стасюка вирізняються характерною образною мовою, довершеністю. Це станкові авторські роботи в бронзі («Юрій-змієборець», «Вертикаль свідомості», «Князівна»). Монументальні роботи, над якими автор працював останнім часом, дивовижні — пам'ятник Соломії Крушельницькій у Тернополі та пам’ятний знак Божої Матері в Рівному стали своєрідними візитівками цих міст. |
| — живописець, монументаліст Володимир Марчук, | |